# Scott Macartney
Scott Macartney (Seattle, 19 gennaio 1978) è un ex sciatore alpino statunitense.

## Biografia

### Stagioni 1995-2005
Macartney, originario di Crystal Mountain nello Stato di Washington dove i suoi genitori erano impegnati come volontari nel controllo delle piste, esordì in gare FIS nel novembre del 1994 e in Nor-Am Cup il 31 marzo 1995 a Monte Bachelor, classificandosi 23º in slalom gigante. Tre stagioni dopo ai Mondiali juniores del Monte Bianco 1998 vinse la medaglia di bronzo nella discesa libera. Il 5 e il 6 dicembre dello stesso anno colse il suo primo podio (2º) e la sua prima vittoria in Nor-Am Cup, in entrambi i casi in supergigante a Lake Louise. Il 15 dicembre successivo esordì anche in Coppa Europa, nel supergigante di Obereggen (93º).
Fece il suo esordio in Coppa del Mondo il 27 novembre 1999 nella discesa libera di Beaver Creek, classificandosi 37º, e ai Giochi olimpici invernali a Salt Lake City 2002, arrivando 29º nella discesa libera e 25º nel supergigante. L'11 febbraio 2004 colse a Le Massif la sua ultima vittoria in Nor-Am Cup, in supergigante, mentre il 9 dicembre 2003 ottenne nella stessa specialità il suo ultimo podio nel circuito continentale nordamericano, classificandosi 2º a Beaver Creek. Sempre in supergigante ai Mondiali di Bormio/Santa Caterina Valfurva 2005, sua prima presenza iridata, fu 28º.

### Stagioni 2006-2012
Il 29 gennaio 2006 salì per la prima volta sul podio in Coppa del Mondo, arrivando 2º nel supergigante di Garmisch-Partenkirchen. Nello stesso anno prene parte ai XX Giochi olimpici invernali di Torino 2006, classificandosi 15° nella discesa libera, 7° nel supergigante e 16° nella combinata, mentre ai Mondiali di Åre 2007, sua ultima presenza iridata, fu 30º nella discesa libera e 31º nel supergigante.
Nella stagione successiva conquistò il suo ultimo podio in Coppa del Mondo, il 15 dicembre 2007 nella discesa libera della Val Gardena (3º), e il 19 gennaio 2008 fu protagonista di una grave caduta a 140 km/h nella discesa libera di Kitzbühel, durante la quale perse anche il caschetto: Macartney subì una commozione cerebrale e fu tenuto in coma farmacologico per un giorno. La sua gara fu comunque valida e risultò classificato al 33º posto. Il 28 novembre 2009 tornò a gareggiare in Coppa del Mondo, nella discesa libera di Lake Louise; disputò ancora quella stagione nel massimo circuito internazionale, dal quale si congedò in occasione del supergigante di Lillehammer Kvitfjell del 7 marzo 2010. In seguito prese saltuariamente parte a gare FIS fino al definitivo ritiro, avvenuto nel gennaio del 2012.

## Palmarès

### Mondiali juniores
- 1 medaglia:
  - 1 bronzo (discesa libera a Monte Bianco 1998)

### Coppa del Mondo
- Miglior piazzamento in classifica generale: 42º nel 2006
- 2 podi:
  - 1 secondo posto
  - 1 terzo posto

#### Coppa del Mondo - gare a squadre
- 1 podio:
  - 1 secondo posto

### Nor-Am Cup
- Miglior piazzamento in classifica generale: 2º nel 1999 e nel 2003
- Vincitore della classifica di supergigante nel 1999 e nel 2003
- 15 podi:
  - 6 vittorie
  - 8 secondi posti
  - 1 terzo posto

#### Nor-Am Cup - vittorie
| Data             | Località       | Paese       | Specialità |
| ---------------- | -------------- | ----------- | ---------- |
| 6 dicembre 1998  | Lake Louise    | Canada      | SG         |
| 2 aprile 1999    | Mount Bachelor | Stati Uniti | SG         |
| 9 febbraio 2001  | Snowbasin      | Stati Uniti | DH         |
| 9 dicembre 2002  | Beaver Creek   | Stati Uniti | SG         |
| 10 dicembre 2002 | Beaver Creek   | Stati Uniti | SG         |
| 11 febbraio 2003 | Le Massif      | Canada      | SG         |

Legenda:

DH = discesa libera

SG = supergigante

### Campionati statunitensi
- 3 medaglie[2]:
  - 1 argento (supergigante nel 2006)
  - 3 bronzi (discesa libera, supergigante nel 2003)